# Snowboarden op de Olympische Winterspelen 2010
Snowboarden is een van de sporten die beoefend werden tijdens de Olympische Winterspelen 2010 in Vancouver. De wedstrijden vonden plaats in het wintersportgebied Cypress Mountain.

## Programma
| Datum       | Lokale tijd | MET   | Onderdeel             |
| ----------- | ----------- | ----- | --------------------- |
| 15 februari | 10:30       | 19:30 | cross                 |
| 17 februari | 13:15       | 22:15 | halfpipe              |
| 27 februari | 10:00       | 19:00 | parallel reuzenslalom |

| Datum       | Lokale tijd | MET   | Onderdeel             |
| ----------- | ----------- | ----- | --------------------- |
| 16 februari | 10:00       | 19:00 | cross                 |
| 18 februari | 13:00       | 22:00 | halfpipe              |
| 26 februari | 10:30       | 19:30 | parallel reuzenslalom |

## Medailles

### Mannen
| Onderdeel            | Goud               | Goud | Zilver          | Zilver | Brons            | Brons |
| -------------------- | ------------------ | ---- | --------------- | ------ | ---------------- | ----- |
| Halfpipe             | Shaun White        | USA  | Peetu Piiroinen | FIN    | Scott Lago       | USA   |
| Parallelreuzenslalom | Jasey-Jay Anderson | CAN  | Benjamin Karl   | AUT    | Mathieu Bozzetto | FRA   |
| Snowboardcross       | Seth Wescott       | USA  | Mike Robertson  | CAN    | Tony Ramoin      | FRA   |

### Vrouwen
| Onderdeel            | Goud                | Goud | Zilver                | Zilver | Brons          | Brons |
| -------------------- | ------------------- | ---- | --------------------- | ------ | -------------- | ----- |
| Halfpipe             | Torah Bright        | AUS  | Hannah Teter          | USA    | Kelly Clark    | USA   |
| Parallelreuzenslalom | Nicolien Sauerbreij | NED  | Jekaterina Iljoechina | RUS    | Marion Kreiner | AUT   |
| Snowboardcross       | Maëlle Ricker       | CAN  | Déborah Anthonioz     | FRA    | Olivia Nobs    | SUI   |

### Medaillespiegel
| Plaats | Land             | NOC    | Goud | Zilver | Brons | Totaal |
| ------ | ---------------- | ------ | ---- | ------ | ----- | ------ |
| 1      | Verenigde Staten | USA    | 2    | 1      | 2     | 5      |
| 2      | Canada           | CAN    | 2    | 1      | 0     | 3      |
| 3      | Nederland        | NED    | 1    | 0      | 0     | 1      |
| 3      | Australië        | AUS    | 1    | 0      | 0     | 1      |
| 5      | Frankrijk        | FRA    | 0    | 1      | 2     | 3      |
| 6      | Oostenrijk       | AUT    | 0    | 1      | 1     | 2      |
| 7      | Finland          | FIN    | 0    | 1      | 0     | 1      |
| 7      | Rusland          | RUS    | 0    | 1      | 0     | 1      |
| 9      | Zwitserland      | SUI    | 0    | 0      | 1     | 1      |
| Totaal | Totaal           | Totaal | 6    | 6      | 6     | 18     |

Nagano 1998 · 
Salt Lake City 2002 · 
Turijn 2006 · 
Vancouver 2010 · 
Sotsji 2014 · 
Pyeongchang 2018 · 
Peking 2022 
Lijst van olympische medaillewinnaars
Alpineskiën · Biatlon · Bobsleeën · Curling · Freestyleskiën · Kunstrijden · Langlaufen · Noordse combinatie · Rodelen · Schaatsen · Schansspringen · Shorttrack · Skeleton · Snowboarden · IJshockey